# 約翰·腓特烈 (施瓦茨堡-魯多爾施塔特)
約翰·腓特烈（德語：Johann Friedrich，1721年1月8日—1767年7月10日），施瓦茨堡-魯多爾施塔特親王，1744年至1767年在位。

## 家庭
1744年，約翰·腓特烈與薩克森-魏瑪-艾森納赫公爵恩斯特·奧古斯特一世的女兒伯恩哈爾汀·克莉絲蒂安·索菲結婚，兩人共有兩個女兒：
1. 弗蕾德里克（1745年—1778年），腓特烈·卡爾的妻子
2. 威廉明妮（1751年—1780年），拿騷-薩爾布魯根親王路德維希（英语：Louis, Prince of Nassau-Saarbrücken）的妻子